# Carla-de-Roquefort
Carla-de-Roquefort è un comune francese di 156 abitanti situato nel dipartimento dell'Ariège nella regione dell'Occitania.

## Società

### Evoluzione demografica
Abitanti censiti